# Yetzucum
Yetzucum är en ort i Mexiko.   Den ligger i kommunen Tenejapa och delstaten Chiapas, i den sydöstra delen av landet, 800 km öster om huvudstaden Mexico City. Yetzucum ligger 1 435 meter över havet och antalet invånare är 816.
Terrängen runt Yetzucum är kuperad söderut, men norrut är den bergig. Runt Yetzucum är det ganska tätbefolkat, med 75 invånare per kvadratkilometer. Närmaste större samhälle är Kotolte, 2,9 km sydväst om Yetzucum. I omgivningarna runt Yetzucum växer i huvudsak städsegrön lövskog.